# Polo+10 Magazin
Polo+10 ist ein deutsches Sport- und Lifestylemagazin, das im Polygo Verlag erscheint. Die erste Ausgabe erschien im Jahr 2004. Die Zeitschrift beschäftigt sich vor allem mit den Themen Polo, Lifestyle und Luxus in seinen verschiedenen Facetten.
Die Zeitschrift beinhaltet Hintergründe, Spielberichte, Reportagen, Interviews und großformatige Fotostrecken. Für die Veranstalter der wichtigsten Poloturniere im deutschsprachigen Raum erstellt Polo+10 ihre jährlichen Turniermagazine.

## Partner
- Federation of International Polo
- Deutscher Polo Verband
- Swiss Polo Association
- Austrian Polo Association
- Central European Polo Association[2]
- Polo Club Luxembourg
- Romanian Polo Association
- Federación Mexicana de Polo